# 日本フードグループ
日本フードグループ（にっぽんフードグループ）は、日本ハム株式会社が出資して設立された食肉販売会社のグループである。地域ごとの販売会社に分かれている。
なお、2014年4月の日本ハムグループのグループシンボル改定に伴い、日本フードグループのコーポレートロゴマークを改定した（本グループのロゴタイプはフォントを日本ハムと統一しながら、Nippon Foodと表記される）。

## 地域会社
- 東日本フード株式会社
  - 本社　北海道札幌市北区北7条西1丁目1-2　SE山京ビル11階
- 関東日本フード株式会社
  - 本社　東京都品川区大崎二丁目1-1 ThinkPark Tower
- 中日本フード株式会社
  - 本社　大阪府大阪市北区梅田二丁目4番9号 ブリーゼタワー12F
- 西日本フード株式会社
  - 本社　福岡県福岡市博多区綱場町1-1